# Les Ventes-de-Bourse
Les Ventes-de-Bourse sont une commune française, située dans le département de l'Orne en région Normandie, peuplée de 146 habitants.

## Géographie
La commune des Ventes-de-Bourse se situe entre Le Mêle-sur-Sarthe et Alençon et est entourée de la forêt domaniale portant le même nom. Celle-ci est très riche en faune comme en flore et fait le bonheur de tous : promeneurs à pied, à cheval ou à VTT, cueilleurs (champignons), chasseurs… En effet, lors de balades, on peut croiser de nombreux oiseaux, insectes et rongeurs mais aussi chevreuils, renards, sangliers…
Il s'agit d'une région riche pour l'agriculture grâce aux nombreux espaces cultivables et au climat.
Cette commune se situe au sud du département de l'Orne et bénéficie ainsi d'un climat tempéré : froid et neigeux en hiver, chaud en été (d'autant que la forêt fait office de paravent) avec des orages au mois d'août.

### Hydrographie
La commune est située dans le bassin Loire-Bretagne. Elle est drainée par la Sarthe, la Tanche, la Vézone, la Paillerotte, le Berthe, le ruisseau de la Fieffe et le ruisseau Paillerotte,,.
La Sarthe, d'une longueur de 314 km, prend sa source dans la commune de Soligny-la-Trappe, au hameau de Somsarthe, c'est-à-dire "sommet de la Sarthe", à une altitude de 250 mètres. Sur une grande partie de son cours, elle marque alors la limite entre les départements de l'Orne et de la Sarthe et conflue avec la Mayenne à Angers à une altitude de 15 mètres, pour former la Maine. 

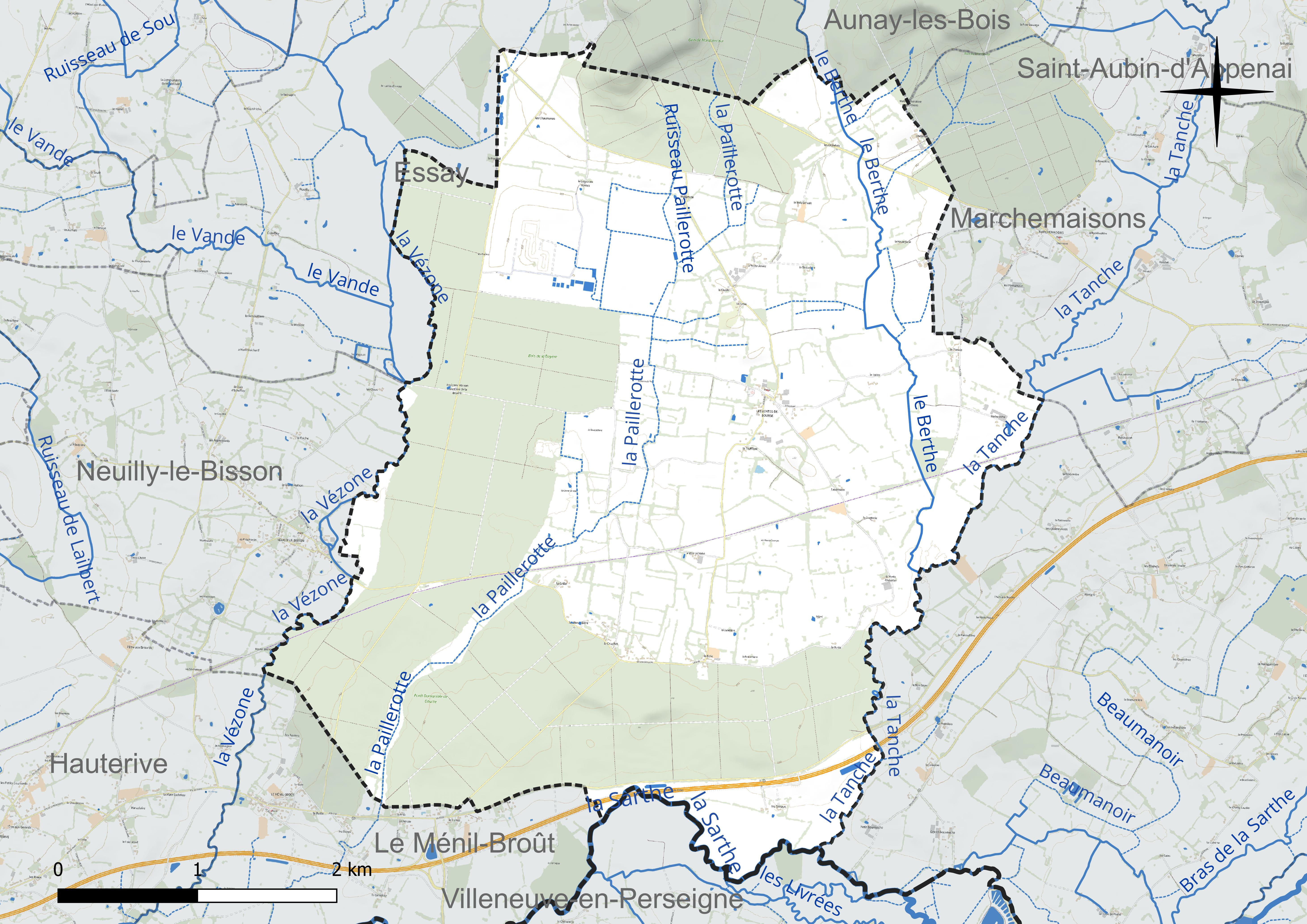
Réseau hydrographique des Ventes-de-Bourse.

La Tanche, d'une longueur de 18 km, prend sa source dans la commune du Chalange et se jette  dans la Sarthe en limite de la commune et de Saint-Léger-sur-Sarthe, après avoir traversé neuf communes. 
La Vézone, d'une longueur de 20 km, prend sa source dans la commune de Trémont et se jette  dans la Sarthe en limite de Hauterive et du Ménil-Brout, après avoir traversé huit communes. 

### Climat
Pour des articles plus généraux, voir Climat de la Normandie et Climat de l'Orne.
En 2010, le climat de la commune est de type climat océanique dégradé des plaines du Centre et du Nord, selon une étude du CNRS s'appuyant sur une série de données couvrant la période 1971-2000. En 2020, Météo-France publie une typologie des climats de la France métropolitaine dans laquelle la commune est exposée à un climat océanique altéré et est dans la région climatique Normandie (Cotentin, Orne), caractérisée par une pluviométrie relativement élevée (850 mm/a) et un été frais (15,5 °C) et venté. Parallèlement le GIEC normand, un groupe régional d’experts sur le climat, différencie quant à lui, dans une étude de 2020, trois grands types de climats pour la région Normandie, nuancés à une échelle plus fine par les facteurs géographiques locaux. La commune est, selon ce zonage, exposée à un « climat des plateaux abrités », se caractérisant par une pluviométrie et des contraintes thermiques modérées mais aussi, par effet de continentalité, des températures plus contrastées qu'au nord dans la plaine de Caen, avec communément 10 à 15 jours par an de plus de froid en hiver et de chaleur en été.
Pour la période 1971-2000, la température annuelle moyenne est de 10,3 °C, avec une amplitude thermique annuelle de 14,2 °C. Le cumul annuel moyen de précipitations est de 722 mm, avec 11,8 jours de précipitations en janvier et 7,4 jours en juillet. Pour la période 1991-2020, la température moyenne annuelle observée sur la station météorologique la plus proche, située sur la commune de Villeneuve-en-Perseigne à 7 km à vol d'oiseau, est de 10,8 °C et le cumul annuel moyen de précipitations est de 770,2 mm,. Pour l'avenir, les paramètres climatiques de la commune estimés pour 2050 selon différents scénarios d’émission de gaz à effet de serre sont consultables sur un site dédié publié par Météo-France en novembre 2022.

## Urbanisme

### Typologie
Au 1er janvier 2024, Les Ventes-de-Bourse sont catégorisées commune rurale à habitat très dispersé, selon la nouvelle grille communale de densité à sept niveaux définie par l'Insee en 2022.
Elle est située hors unité urbaine. Par ailleurs la commune fait partie de l'aire d'attraction d'Alençon, dont elle est une commune de la couronne,. Cette aire, qui regroupe 89 communes, est catégorisée dans les aires de 50 000 à moins de 200 000 habitants,.

### Occupation des sols
L'occupation des sols de la commune, telle qu'elle ressort de la base de données européenne d’occupation biophysique des sols Corine Land Cover (CLC), est marquée par l'importance des territoires agricoles (56,5 % en 2018), en diminution par rapport à 1990 (60,1 %). La répartition détaillée en 2018 est la suivante : prairies (40,9 %), forêts (39,9 %), terres arables (15,5 %), mines, décharges et chantiers (3,6 %), zones agricoles hétérogènes (0,1 %). L'évolution de l’occupation des sols de la commune et de ses infrastructures peut être observée sur les différentes représentations cartographiques du territoire : la carte de Cassini (XVIIIe siècle), la carte d'état-major (1820-1866) et les cartes ou photos aériennes de l'IGN pour la période actuelle (1950 à aujourd'hui).

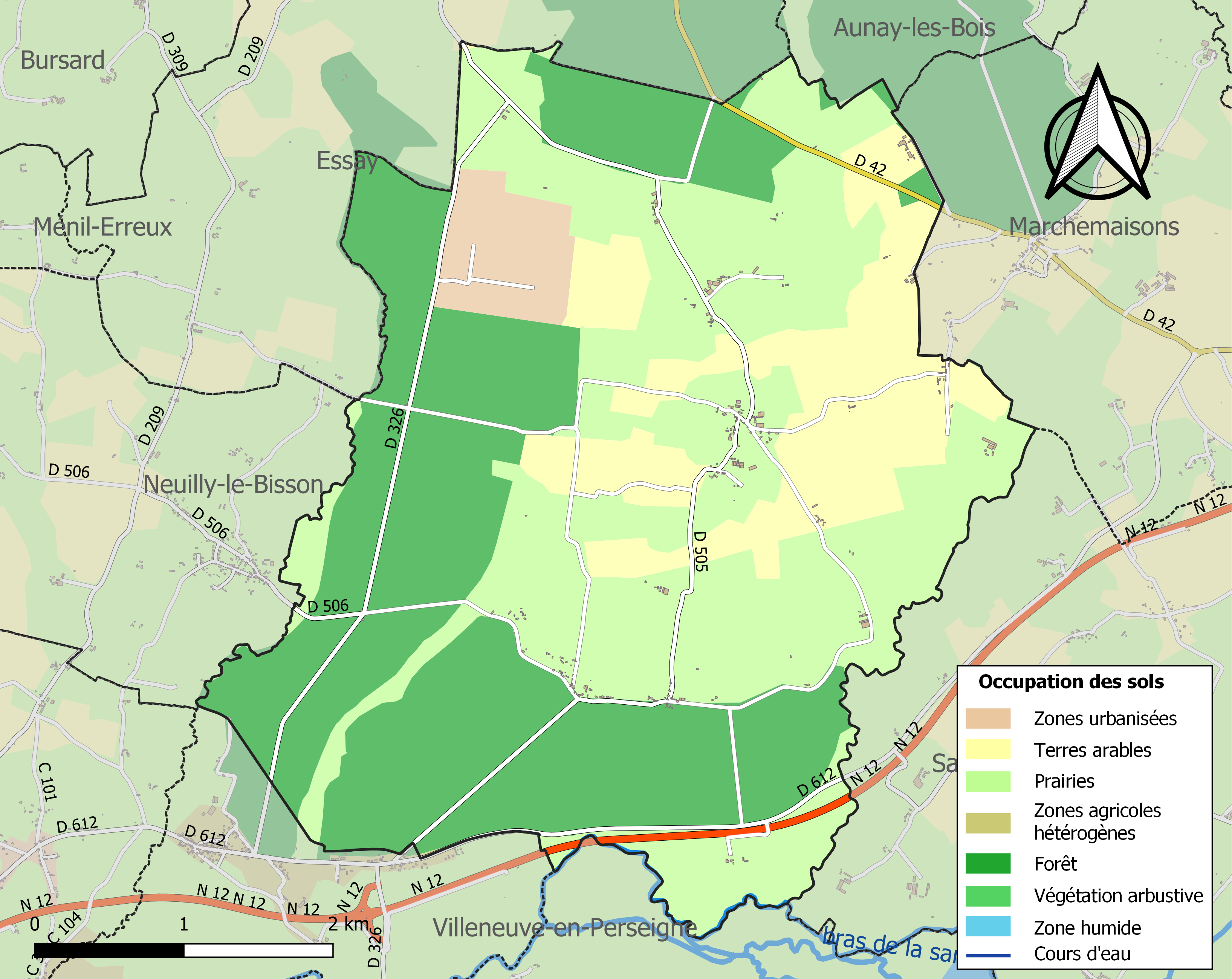
Carte des infrastructures et de l'occupation des sols de la commune en 2018 (CLC).

## Toponymie
Le nom de la localité est attesté sous la forme Les Ventes en 1793.
Ventes est le pluriel de l'oïl vente « partie d'une forêt qui vient d'être coupée ».
D'après Philippe Siguret, historien local, le nom de forêt de Bourse qui complète le toponyme viendrait du nom propre Broult. On retrouve ce nom au Ménil-Broût.

## Histoire
A cette époque, la foret de Bourse dépendait des seigneurs de Bellême 

## Politique et administration

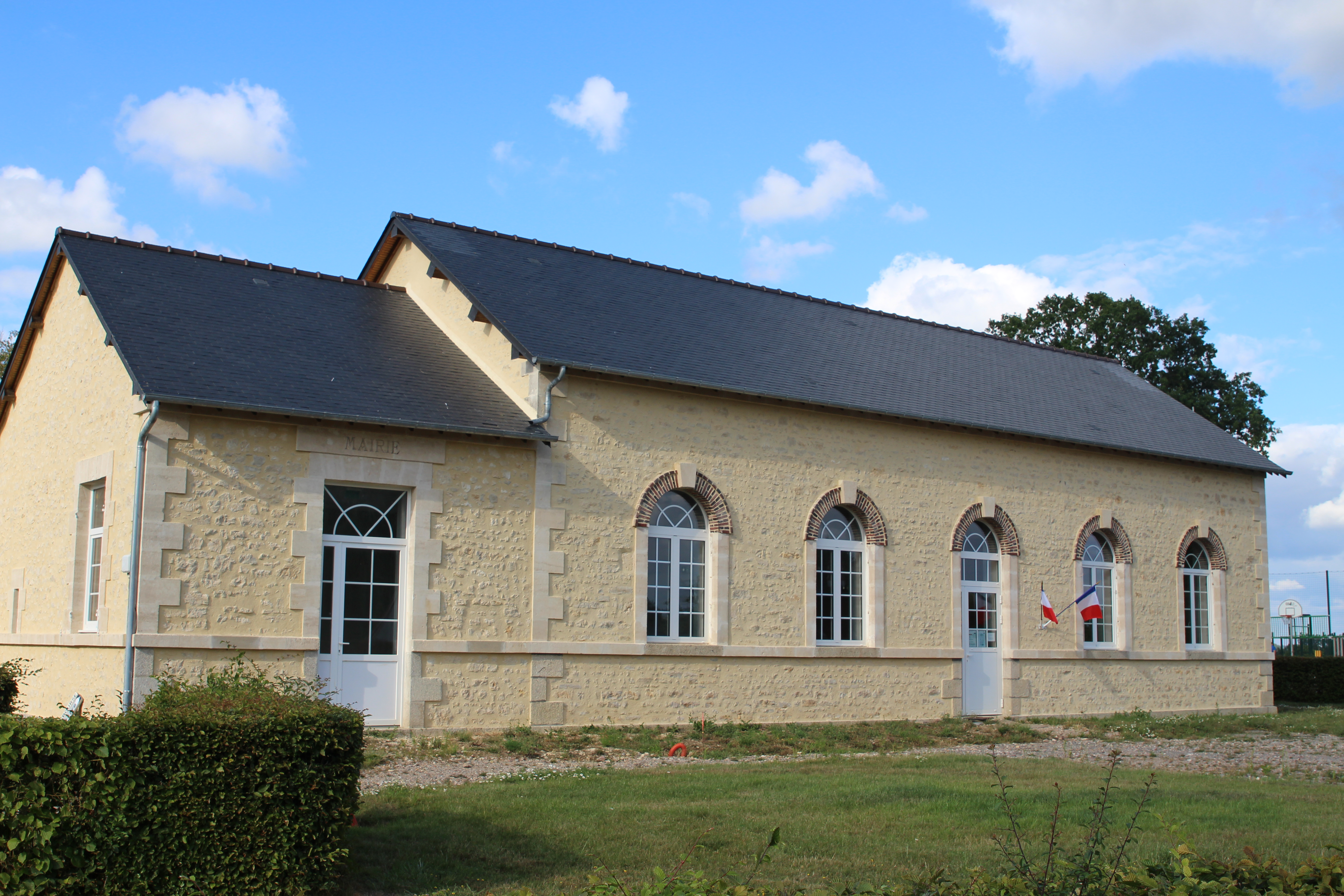
Mairie des Ventes-de-Bourse.

| Période                                  | Période   | Identité           | Étiquette            | Qualité            |
| ---------------------------------------- | --------- | ------------------ | -------------------- | ------------------ |
| (avant 2001)                             | mars 2008 | Raymond Bourdais   |                      |                    |
| mars 2008                                | En cours  | Raymond Herbreteau | FN puis Reconquête ! | Entraîneur sportif |
| Les données manquantes sont à compléter. |           |                    |                      |                    |

## Démographie
L'évolution du nombre d'habitants est connue à travers les recensements de la population effectués dans la commune depuis 1793. Pour les communes de moins de 10 000 habitants, une enquête de recensement portant sur toute la population est réalisée tous les cinq ans, les populations de référence des années intermédiaires étant quant à elles estimées par interpolation ou extrapolation. Pour la commune, le premier recensement exhaustif entrant dans le cadre du nouveau dispositif a été réalisé en 2008.
En 2022, la commune comptait 146 habitants, en évolution de −9,32 % par rapport à 2016 (Orne : −3,21 %, France hors Mayotte : +2,11 %).
La commune est très étendue, ce qui a pour conséquence de la caractériser par sa faible densité de population.
| 1793 | 1800 | 1806 | 1821 | 1836 | 1841 | 1846 | 1851 | 1856 |
| ---- | ---- | ---- | ---- | ---- | ---- | ---- | ---- | ---- |
| 570  | 520  | 581  | 592  | 530  | 528  | 530  | 485  | 473  |

| 1861 | 1866 | 1872 | 1876 | 1881 | 1886 | 1891 | 1896 | 1901 |
| ---- | ---- | ---- | ---- | ---- | ---- | ---- | ---- | ---- |
| 439  | 430  | 360  | 374  | 367  | 310  | 294  | 281  | 252  |

| 1906 | 1911 | 1921 | 1926 | 1931 | 1936 | 1946 | 1954 | 1962 |
| ---- | ---- | ---- | ---- | ---- | ---- | ---- | ---- | ---- |
| 243  | 245  | 229  | 253  | 215  | 219  | 220  | 217  | 172  |

| 1968 | 1975 | 1982 | 1990 | 1999 | 2006 | 2008 | 2013 | 2018 |
| ---- | ---- | ---- | ---- | ---- | ---- | ---- | ---- | ---- |
| 158  | 130  | 115  | 134  | 131  | 144  | 148  | 163  | 148  |

| 2022 | - | - | - | - | - | - | - | - |
| ---- | - | - | - | - | - | - | - | - |
| 146  | - | - | - | - | - | - | - | - |

## Lieux et monuments
L'église Saint-Georges est édifiée au XVIe siècle. Elle se situe dans l'enceinte du cimetière.